# Luis Fernández de Córdoba (arzobispo)
Luis Antonio Fernández de Córdoba Portocarrero Guzmán y Aguilar (Montilla, Córdoba, 22 de enero de 1696 - Toledo, 26 de marzo de 1771) fue un religioso y noble español, de la casa de Medinaceli. 

## Biografía
Segundo de los siete hijos de Antonio Fernández de Córdoba Figueroa y Catalina Portocarrero de Guzmán y de la Cerda, XII condesa de Teba. Fue bautizado en la Iglesia de Santiago en Montilla el 28 de enero de 1696, con los nombres de: Luis Antonio José Judas Tadeo Juan de la Cruz Vicente Anastasio Francisco Xavier. Sus otros hermanos fueron Domingo, XIII Conde de Teba; María Dominga; Ana María; Francisca Xaviera, monja; Ignacia de la Natividad, monja; y Margarita de la Cruz, también una monja. Pariente por parte de madre del también Cardenal y Arzobispo de Toledo Luis Fernández Portocarrero (†1709) y del Arzobispo de Sevilla Luis Fernández de Córdoba Portocarrero (†1625), con los que a veces se confunde. Más fuente de confusión son sus apellidos, que a veces se transcriben como Córdoba a secas; como Fernández de Córdoba Portocarrero; y también como Fernández de Córdoba Portocarrero Guzmán y Aguilar.
Estudió en el Colegio Mayor de Cuenca, perteneciente a la Universidad de Salamanca; y, más tarde, en la Universidad de Alcalá, donde obtuvo un doctorado en leyes. No consta fecha de su ordenación sacerdotal, pero el 20 de noviembre de 1717 fue nombrado canónigo de la S.I. Catedral de Toledo, de la que será deán a partir del 7 de marzo de 1733. Además, fue XV Conde de Teba (desde 1738 hasta su muerte en 1771), Marqués de Ardales y Señor de Campillo. 
A propuesta del rey Fernando VI, sería nombrado Cardenal en el consistorio del 18 de diciembre de 1754 por el papa Benedicto XIV. Con posterioridad (3 de agosto de 1755), sería designado Arzobispo de la archidiócesis de Toledo para sustituir a Luis de Borbón y Farnesio tras la renuncia de éste. No pudo participar en la elección de Clemente XIII en el cónclave de 1758, pero sí participó en la elección de Clemente XIV en el cónclave de 1769.
Se opuso a la expulsión de los jesuitas, por lo que se le prohibió temporalmente su presencia en la ciudad de Madrid (entonces parte de la archidiócesis de Toledo).
Está enterrado en el convento de las monjas capuchinas de Toledo, que él restauró.
| Predecesor: Luis de Borbón y Farnesio | Arzobispo de Toledo 1755 - 1771 | Sucesor: Francisco de Lorenzana |